# Stehlikiana novemnotata
Stehlikiana novemnotata är en insektsart som beskrevs av Lethierry 1890. Stehlikiana novemnotata ingår i släktet Stehlikiana och familjen dvärgstritar. Inga underarter finns listade i Catalogue of Life.